# Sylviane Félix
Sylviane Félix, francoska atletinja, * 31. oktober 1977, Créteil, Francija.
Nastopila je na poletnih olimpijskih igrah leta 2004 ter osvojila bronasto medaljo v štafeti 4x100 m, v teku na 200 m se je uvrstila v polfinale. Na svetovnih prvenstvih je v štafeti 4x100 m osvojila naslov prvakinje leta 2003 ter srebrno in bronasto medaljo, na evropskih prvenstvih pa v isti disciplini zaporedna naslova prvakinje v letih 1998 in 2002.